# 高山冻绿
高山冻绿（学名：Rhamnus utilis var. szechuanensis）为鼠李科鼠李属下的一个变种。

## 扩展阅读
- 維基物種上的相關：高山冻绿